# Angerona duplo-minor
Angerona duplo-minor là một loài bướm đêm trong họ Geometridae.